# Apink
Apink (en hangul, 에이핑크; romanización revisada, eipingkeu; katakana: エーピンク) es un grupo femenino surcoreano formado por IST Entertainment en 2011 y Play M Entertainment. El grupo estaba compuesto por siete integrantes: Chorong, Bomi, Eunji, Naeun, Yookyung, Namjoo y Hayoung. En abril de 2013, Yookyung abandonó el grupo para enfocarse en sus estudios. El 29 de abril de 2021, Play M anunció que Naeun había dejado la agencia luego de la expiración de su contrato; mientras que la otra cinco integrantes sí renovaron su contrato con la agencia, Naeun aún era miembro de Apink, sin embargo, el 4 de abril de 2022, se anunció su salida definitiva del grupo. 
El grupo hizo su debut el 19 de abril de 2011 con el lanzamiento de su primer miniálbum titulado Seven Springs of Apink, junto con el sencillo «I Don't Know». En octubre de 2014, publicaron su primer sencillo japonés, «NoNoNo». Desde entonces, el grupo ha ganado varios premios de Golden Disc Awards, Seoul Music Awards y Mnet Asian Music Awards. Su primera victoria en un programa musical fue en M! Countdown el 5 de enero de 2012 con «My My» de su segundo EP, Snow Pink.

## Historia

### Predebut
En febrero de 2011, Cube Entertainment anunció que la primera aprendiz que formaría parte de Apink fue Naeun, quien había colaborado en las canciones «Soom», «Beautiful» y «Niga Jeil Joha» del grupo Beast —ahora Highlight— en 2010. Chorong, quien apareció en el final de la canción japonesa «Shock» de Highlight, fue la siguiente en unirse al grupo como líder. Una subdivisión de Cube Entertainment, A Cube Entertainment, fue quien estuvo a cargo del grupo. En el mismo mes, A Cube anunció a Hayoung como la tercera integrante. En marzo, Eunji fue introducida como la cuarta miembro a través de un vídeo de ella cantando «Love You I Do» de Jennifer Hudson, subido en la cuenta oficial de Twitter de A Cube. Yookyung fue anunciada similarmente, pero con un vídeo de ella tocando el piano. Las dos últimas integrantes, Bomi y Namjoo, fueron introducidas por el programa del grupo, Apink News.
Antes del debut, el programa Apink News, fue transmitido por el canal de cable coreano Trend E. El programa narraba el proceso por el cual pasó el grupo. En los episodios que fueron presentados por varios artistas, incluyeron a G.NA, Mario, Seungho y G.O de MBLAQ, Highlight, 4minute, Jinwoon de 2AM y Sunhwa y Hyosung de Secret.

### 2011:Seven Springs of ApinkySnow Pink
El grupo publicó su EP debut, Seven Springs of Apink y el videoclip del sencillo «Mollayo» el 19 de abril de 2011. El álbum consiste de cinco canciones, incluyendo «It Girl» y «Wishlist». «Mollayo» cuenta con la participación de Lee Gi-kwang. Apink hizo su debut el 21 de abril en el escenario de M! Countdown interpretando la canción «Mollayo», mientras que estaban en las promociones de su álbum. Después de varios meses promocionando «Mollayo», comenzaron a promocionar «It Girl». El grupo también grabó la canción «Uri Geunyang Saranghage Haejuseyo» (en hangul, 우리 그냥 사랑하게 해주세요; literalmente, «Please Let Us Love») para el drama, Protect the Boss, cuya banda sonora fue publicada en septiembre de 2011.

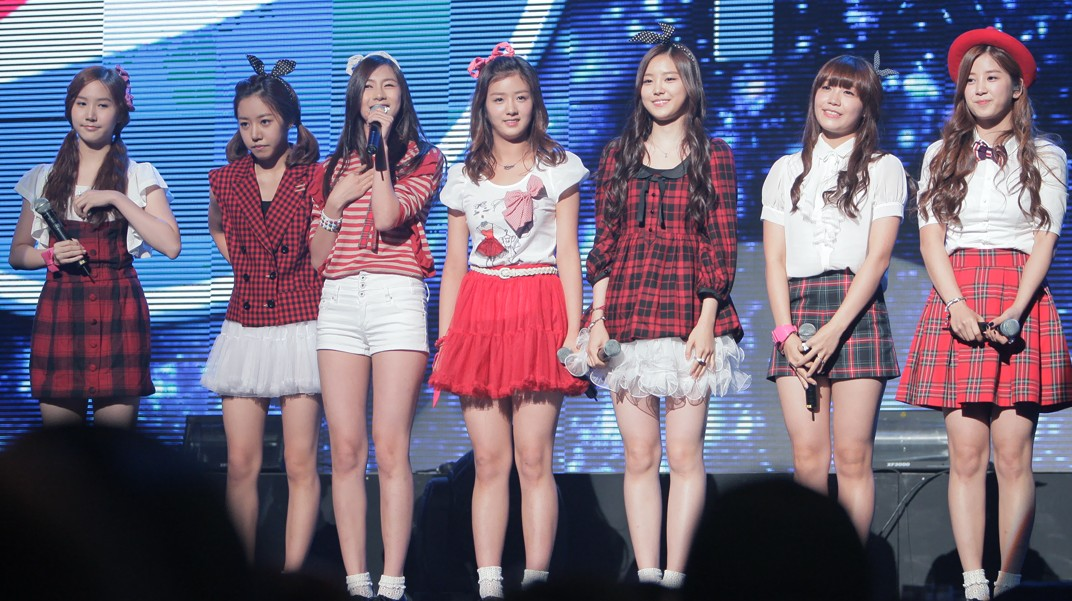
A Pink el 10 de septiembre de 2011.

En noviembre de 2011, el grupo comenzó a grabar un programa de telerrealidad llamado Birth of a Family con Infinite. El programa muestra como los grupos cuidan a los animales abandonados y maltratados durante un curso de ocho semanas.
El segundo EP del grupo, Snow Pink, fue publicado el 22 de noviembre de 2011 con «My My» como sencillo principal y compuesto por Shinsadong Tiger. Las promociones de «My My» comenzaron el 25 de noviembre en Music Bank de KBS. Las promociones incluyeron una cafetería, donde les sirvieron a sus fanáticos comidas y bebidas para obras de caridad. También subastaron artículos personales para fines benéficos.
En noviembre, recibieron su primer premio como «Mejor nuevo artista» en los Mnet Asian Music Awards de 2011 celebrado en Singapur. En diciembre del mismo año, Apink y Beast lanzaron el videoclip de la canción «Skinny Baby» para la marca de uniformes escolares Skoolooks. En enero de 2012, recibieron tres premios más en Korean Culture & Entertainment Awards, Golden Disc Awards y Seoul Music Awards.

### 2012-2013:Une Année, salida de Yookyung,Secret Gardeny rozando la popularidad
En enero de 2012, A Pink recibió su primer premio en un programa musical gracias a «My My» en M! Countdown. En febrero, recibieron el premio al novato del año en la primera entrega de los Gaon Chart K-Pop Awards. El grupo se presentó en Canadian Music Fest en marzo de 2012. Apink News continuó con tres temporadas. Para la tercera temporada, la cual salió al aire en junio de 2012, las integrantes A Pink contribuyeron como escritoras, operadoras de cámaras, directoras y otros trabajos de producción.

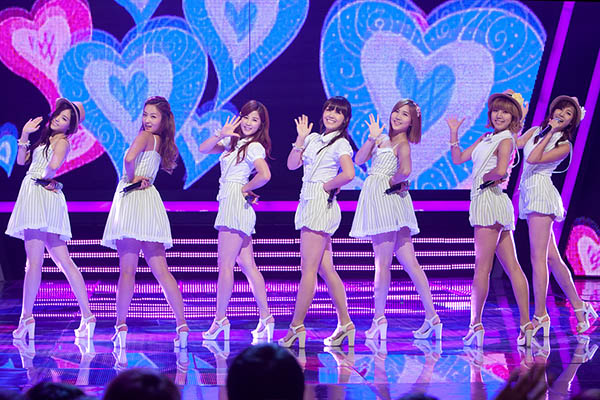
A Pink en una presentación en M! Countdown en septiembre de 2012.

El grupo publicó «April 19» (en hangul, 4월 19일) para celebrar el primer aniversario. La canción fue compuesta por Kim Jin Hwan, con las letras hechas por la líder del grupo, Chorong. La canción estuvo incluida en el primer álbum de estudio, Une Année, que fue lanzado el 9 de mayo de 2012. El grupo inició las promociones del álbum en apariciones semanales en programas musicales interpretando el sencillo «Hush» hasta junio. Continuaron las promociones del álbum en julio con la publicación de un nuevo sencillo, «Bubibu», el cual fue elegido por los aficionados mediante una encuesta en la página web de Mnet.
En enero de 2013, el grupo volvió a grabar otro sencillo con Beast para promocionar Skoolooks. El 5 de enero, en el concierto AIA K-POP 2013, el grupo interpretó varias canciones junto con otros grupos de Cube Entertainment como 4minute y Beast. En abril de 2013, Yookyung abandonó el grupo para enfocarse en sus estudios.
El tercer EP del grupo, Secret Garden, y el vídeo musical del sencillo «NoNoNo», fueron lanzados el 5 de julio de 2013. «NoNoNo» fue el primer sencillo de A Pink en obtener una buena posición, ubicándose en el segundo lugar de Billboard K-Pop Hot 100. En noviembre de 2013, durante los Mnet Asian Music Awards, el grupo recibió el premio Next Generation Global Star. En diciembre, A Pink colaboró con varios artistas de Cube Entertainment como Beast, 4minute, BtoB, G.NA, Roh Ji Hoon, Shin Ji Hoon y Kim Kiri en la canción «Christmas Song». En el mismo mes, grabaron un sencillo junto a B.A.P para Skoolooks.
En julio de 2013, el grupo fue elegido como embajador honorario de Seoul Character & Licensing Fair 2013.

### 2014:Pink Blossom, debut japonés yPink Luv
El 13 de enero de 2014, A Pink lanzó «Good Morning Baby», una canción compuesta por Duble Sidekick, para celebrar el milésimo día desde el debut del grupo. La canción se posicionó en el sexto lugar de la lista semanal de Gaon. El cuarto EP, Pink Blossom, y el vídeo musical del sencillo «Mr. Chu», también escrito por Duble Sidekick, fueron lanzados el 31 de marzo. La canción se posicionó en el segundo lugar de K-Pop Hot 100 de Billboard. A Pink ganó seis trofeos en programas musicales con «Mr. Chu», y según la lista de fin de año de Gaon, fue la octava canción mejor vendida digitalmente de 2014.
En junio de 2014, Bomi y Namjoo formaron el subgrupo llamado Apink BnN, el cual publicó el sencillo «My Darling» por el décimo aniversario de Brave Brothers. Más tarde, «My Darling», fue incluido en Pink Luv, el quinto EP del grupo. El sencillo «Break Up to Make Up» para A Cube for Season #Sky Blue, cantado por Eunji y su compañero de agencia Huh Gak, fue publicado el 8 de julio, posicionándose en el primer lugar de Gaon.
En agosto, A Pink fue elegido para reemplazar a Beast en el reality show de MBC Every 1, Showtime. Apink's Showtime salió al aire el 7 de agosto de 2014 con un total de ocho episodios. El programa mostraba como el grupo realizaba sus actividades diarias.

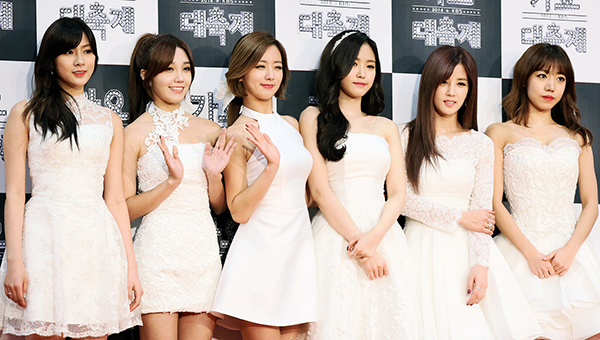
A Pink en KBS Song Festival en 2014.

A Pink debutó en Japón con un escaparate en Tokio el 4 de julio y el 15 de septiembre en Osaka con una audiencia de 6 000 aficionados. El primer sencillo japonés, «NoNoNo», que también incluyó la versión japonesa de «My My», fue lanzado el 22 de octubre. El sencillo se posicionó en el cuarto lugar de Oricon. Más de 20 000 fanáticos se reunieron para eventos de debut celebrados en tres ciudades de Japón.
De septiembre a noviembre de 2014, A Pink recaudó fondos para que la Fundación Seungil Hope construyera un hospital para pacientes con ELA. En noviembre, el fan club en línea del grupo superó los 100 000 miembros. El 13 de noviembre, A Pink recibió el premio al mejor baile femenino en los Melon Music Awards por su vídeo «Mr. Chu».
Aún en noviembre, el grupo publicó su quinto EP, Pink Luv, junto con el vídeo musical del sencillo «Luv», el cual fue compuesto por Shinsadong Tiger. «Luv» fue la primera canción de A Pink en posicionarse en el primer puesto de la lista semanal y mensual de Gaon y Pink Luv también se posicionó en el primer puesto en la lista de álbumes semanales en su primera semana de lanzamiento. A Pink interpretó «Luv» por primera vez en un escaparate en vivo el 24 de noviembre, seguido por una actuación en Music Bank al día siguiente, previamente al lanzamiento del álbum. El grupo ganó el primer lugar en tres programas más importantes de música de Corea del Sur durante dos semanas seguidas, logrando ser el único grupo femenino en conseguir esa hazaña en 2014. Además de The Show y Music Core, también ganaron una triple corona en Inkigayo, que sólo permite tres victorias antes de sacar una canción de la competencia. Finalizaron el año ganando en todos los programas musicales gracias a «Luv». Según la lista de fin de año de Gaon, A Pink fue el mejor grupo femenino más vendido de 2014.

### 2015: Conciertos,Pink Memory, álbum y gira japonesa
El 10 de enero de 2015, A Pink se convirtió en el primer grupo en ganar cinco veces consecutivas en Show! Music Core. En el mismo mes, el grupo recibió el «Bonsang Digital» y «Mejor Actuación de un Grupo Femenino» en los Golden Disk Awards en Beijing, premios de «Bonsang» y «Popularidad» en los Seoul Music Awards, «Mejor Grupo Femenino» en Korean Culture and Entertainment Awards y «Mejor Sencillo de Diciembre» en los Gaon Chart K-Pop Awards. El primer concierto de A Pink, Pink Paradise, fue celebrado en el Salón Olímpico de Seúl el 30 y 31 de enero. Fueron vendidas 7 200 entradas, las cuales se agotaron en dos minutos durante su venta. A Pink publicó la versión japonesa de «Mr. Chu» el 18 de febrero de 2015, que también incluyó la versión japonesa de «Hush». La canción se posicionó en el segundo lugar de Oricon, vendiendo 54 000 copias en su primera semana de lanzamiento.

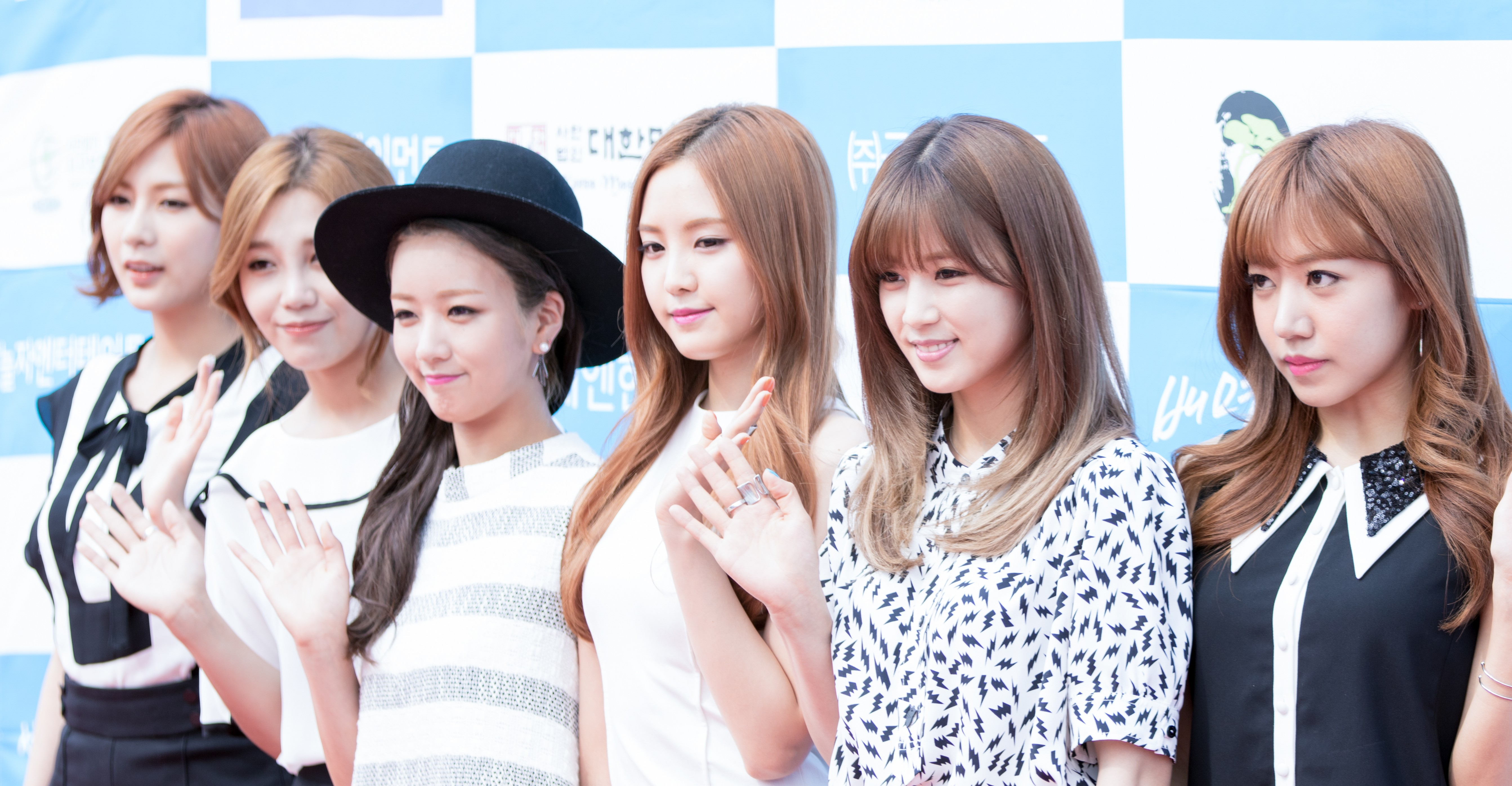
A Pink en Hanbitsa Awards el 21 de junio de 2015.

En febrero de 2015, A Pink entró en Forbes Korea Power Celebrity por primera vez, posicionándose en el décimo octavo lugar. En el mismo mes, el grupo fue elegido como uno de los mejores tres nuevos artistas de Asia en los Japan Gold Disc Awards, celebrado por Recording Industry Association of Japan.
A Pink expandió su concierto, Pink Paradise, hacia el extranjero donde actuaron en Singapur el 22 de marzo en The MAX Pavilion. En mayo, aparecieron en Korean Times Music Festival en Los Ángeles, también en un evento de Music Bank en Hanói, Vietnam y Pink Paradise se extendió hacia Shanghái.
A Pink publicó un sencillo titulado «Promise U» el 19 de abril, escrito por la integrante Eunji para conmemorar el cuarto aniversario del grupo. La versión japonesa de «Luv» fue lanzada el 20 de mayo como el tercer sencillo japonés del grupo con «Good Morning Baby» como lado B. Interpretaron la canción por primera vez en Girls Award 2015 Spring/Summer en Tokio el 29 de abril antes de su publicación. El grupo realizó eventos en cuatro ciudades de Japón: Tokio, Sapporo, Okayama y Osaka como parte de un evento promocional.
El 16 de julio, el grupo lanzó su segundo álbum de estudio, Pink Memory, junto con «Remember» como sencillo principal. El 22 y 23 de agosto, el grupo realizó su segundo concierto, Pink Island, que se celebró en la Arena Jamsil después de haber comenzado con sus actividades en el extranjero, incluyendo una reunión de fanáticos en Tailandia, su primera gira de conciertos en Japón, y una actuación en MTV World Stage en Malasia. El 26 de agosto, el grupo publicó su primer álbum de estudio japonés, Pink Season.
En noviembre de 2015, A Pink anunció su primera gira en América del Norte y estuvo programado para que ellas actuaran en Vancouver, Dallas, San Francisco y Los Ángeles. El cuarto sencillo japonés del grupo, «Sunday Monday», fue publicado el 9 de diciembre, junto con «Petal» como lado B. A finales de 2015, A Pink estuvo dentro el Top 10 de Melon Music Awards. A Pink cerró el año como el segundo grupo de chicas más vendido de 2015 gracias a los álbumes, Pink Luv y Pink Memory.

### 2016: Giras en América del Norte y Japón, actuaciones en el extranjero,Pink RevolutionyDear
A Pink comenzó su gira norteamericana el 5 de enero en Vancouver, seguido por actuaciones en Dallas, San Francisco y Los Ángeles. En el mismo mes, el grupo recibió el premio Bonsang en los Seoul Music Awards y Disco Bonsang en los Golden Disk Awards. El 24 de enero, el grupo fue invitado a KKBOX Music Awards en Taiwán. El 25 de febrero, A Pink publicó el vídeo musical de su primer sencillo original japonés titulado «Brand New Days». La canción es el tema de apertura del anime Rilu Rilu Fairilu ~Yousei No Door~. El 17 de marzo, el grupo se presentó en la décima entrega de los Asian Film Awards. El 2 de abril, tuvieron un mini-concierto, Pink Memory Day en Singapur. El 19 de abril, A Pink publicó un sencillo digital titulado «The Wave» escrito por Chorong para celebrar el quinto aniversario del grupo, junto con un libro de fotos titulado Girls' Sweet Repose.
A Pink actuó junto a artistas internacionales como OneRepublic, Far East Movement, Bebe Rexha, Gary Valenciano y su hijo Gabriel, James Reid y Nadine Lustre para MTV Music Evolution en Manila el 24 de junio. El grupo realizó su segunda gira japonesa el 7 de julio iniciando en Sapporo. Se presentaron ante 20 000 aficionados a lo largo de seis conciertos en cinco ciudades y más tarde, el 3 de agosto, su sexto sencillo japonés titulado «Summer Time» fue lanzado. Para promocionar la canción, A Pink realizó evento en siete ciudades, desde el 1 al 7 de agosto, comenzando en Fukuoka, seguido por Hiroshima, Nagoya, Osaka, Kobe, Tokio y Niigata.

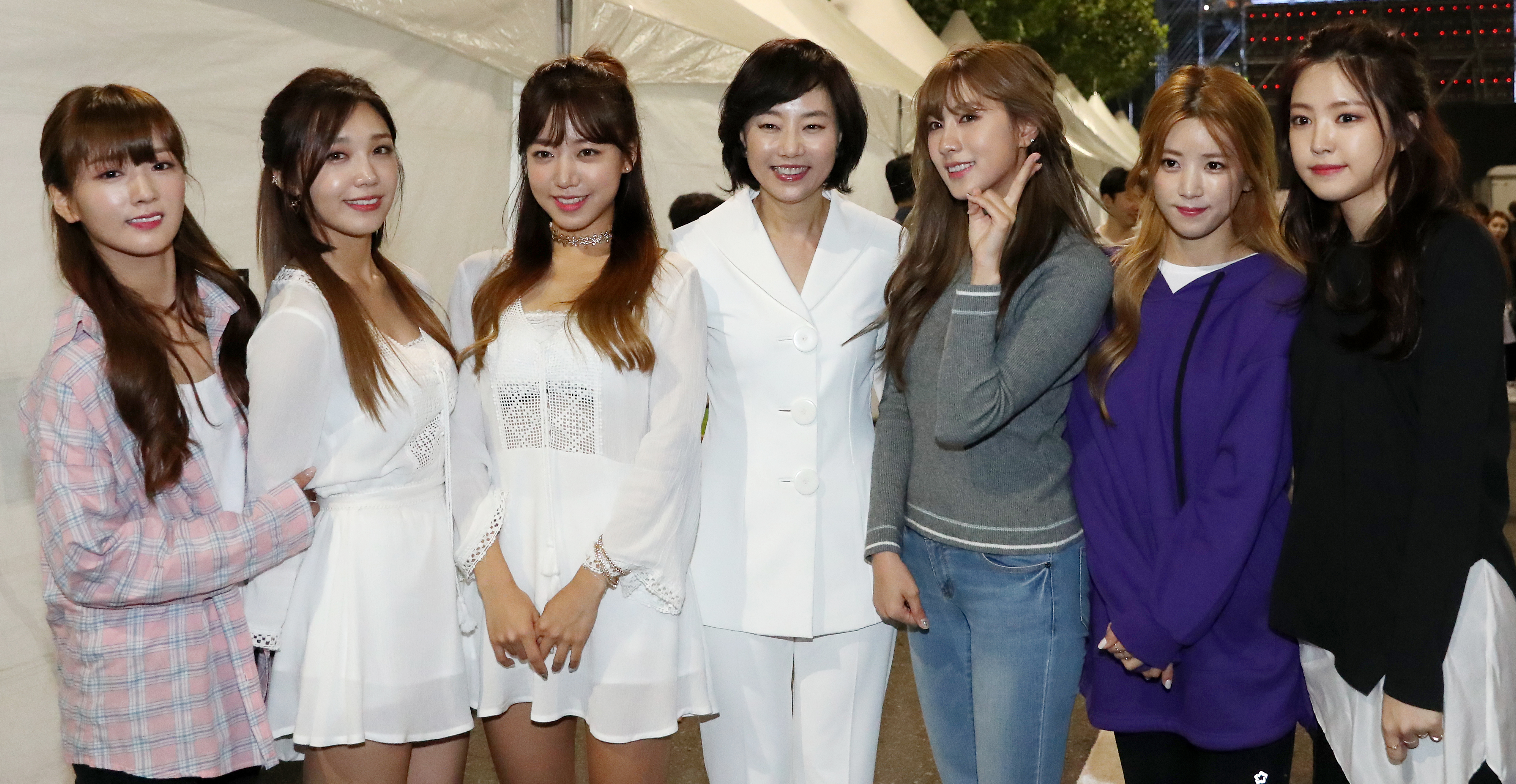
A Pink en Korea Sale Festa Opening Ceremony el 30 de septiembre de 2016.

A Pink lanzó su tercer álbum de estudio coreano, Pink Revolution, el 26 de septiembre de 2016, después de un año y dos meses de su último álbum de larga duración. El sencillo, «Only One», fue utilizado para promover el álbum, junto con las canciones «Boom Pow Love» y «Ding Dong». En el mismo día, A Pink celebró un escaparate que fue transmitido por la aplicación V. Ellas trabajaron con Black Eyed Pilseung para el sencillo del álbum, mientras que en los lados B, el grupo trabajó con los productores Shinsadong Tiger y Dsign Music. «Only One» obtuvo una buena posición en siete listas musicales de Corea a pocas horas de su publicación. Durante el escaparate, la líder Chorong dijo que: «Pink Revolution incorporó un nuevo sentido de madurez de A Pink desde su debut», mientras que Eunji explicó: «A Pink comenzará a enfocarse en hacer música compleja y hermosa, en vez de hacer canciones que sean simplemente «divertidas y pegadizas». El grupo promovió «Only One» y Pink Revolution durante casi un mes. El álbum ha vendido más de 50 000 copias en Corea del Sur.
En noviembre de 2016, A Pink comenzó su gira asiática Pink Aurora, actuando en numerosos países de Asia oriental, incluyendo Taiwán y Singapur. Plan A Entertainment también anunció el tercer concierto coreano de Apink, Pink Party, que tuvo lugar en Seúl los días 17 y 18 de diciembre. Después de este anuncio, los boletos se agotaron en poco más de dos minutos. También durante ese tiempo, A Pink regresó a Japón para promocionar su próximo segundo álbum japonés, Pink Doll, que se publicó en Japón el 21 de diciembre.
El 11 de diciembre, A Pink reveló una imagen teaser para su regreso con Dear. El álbum tiene cinco nuevas canciones originales, tres de las cuales son dúos cantados y escritos exclusivamente por un dúo de integrantes. Un vídeo musical para el sencillo, «Cause You're My Star», fue subido a YouTube por el canal oficial de 1theK y A Pink. El álbum también incluyó versiones instrumentales y baladas de los éxitos previos de A Pink incluyendo «Mr. Chu», «NoNoNo», «Luv» y «April 19th».

### 2017-2021 Reconocimiento internacional, éxito mundial, cambio de concepto

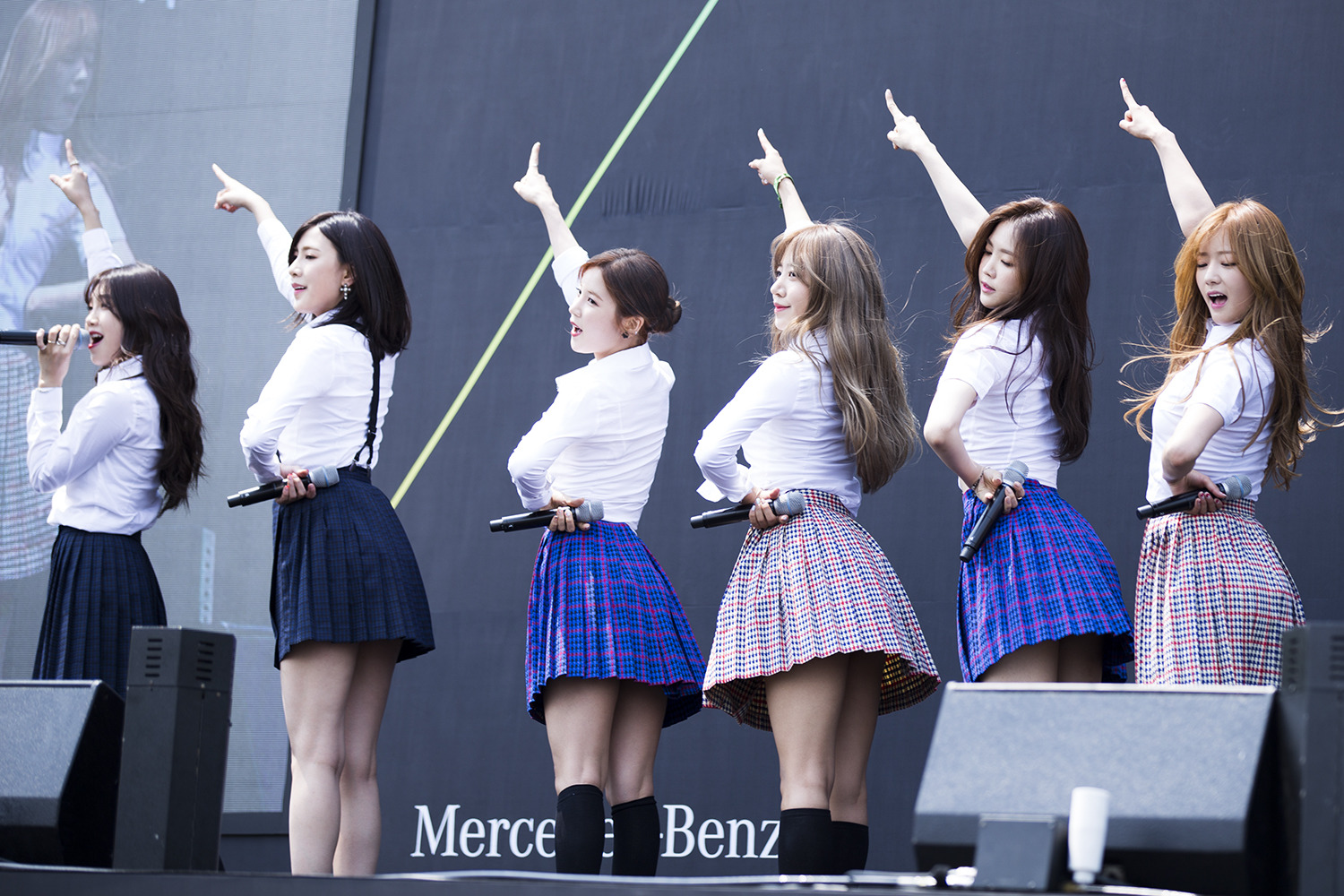
A Pink en mayo de 2017.

El 21 de marzo, A Pink publicó su séptimo sencillo japonés, «Bye Bye». El segundo EP de Eunji, The Space y su sencillo, «The Spring», fueron lanzados el 10 de abril. El 19 de abril, el grupo lanzó otra canción para sus aficionados, «Always». Eunji tuvo su primer concierto en solitario del 3 al 5 de junio.
El 26 de junio, Pink UP, fue publicado, junto con el sencillo «Five», escrito por Shinsadong Tiger. En su primera semana de lanzamiento, Pink UP se posicionó en el primer lugar de Gaon Album Chart, primera vez desde Pink Luv. «Five» se posicionó en el cuarto lugar de Gaon Digital Chart.
A Pink lanzó el sencillo japonés "Motto GO! GO!" el 25 de julio y promocionó la canción con su tercera gira japonesa, '3 Years' - presentándose en Kobe el 22, Nagoya el 26 y Yokohama el 30 de julio respectivamente. En una colaboración con los compañeros de discografía Huh Gak y Victon, Apink lanzó "Oasis" el 3 de agosto, una nueva versión de la canción del 2007 de Brown Eyed Girls.
A partir de agosto, A Pink comenzó su gira "Pink Up" Asia, actuando en Hong Kong, Bangkok y Taipéi. En octubre, A Pink regresó a Japón para promocionar su noveno sencillo japonés, "Orion, y más tarde ese mes también anunció el cierre de su club de aficionados japonés 'Panda Japan'. En los premios Asia Artist Awards el 15 de noviembre, A Pink ganó el 'Premio a la Mejor Celebridad'.

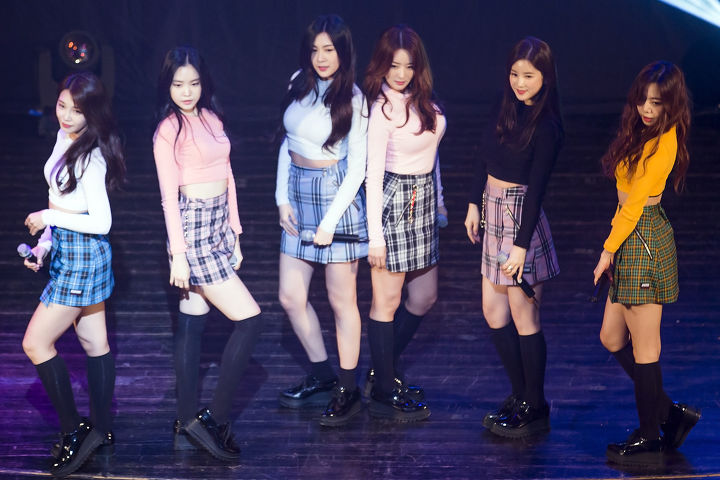
A Pink en marzo de 2018

A Pink celebró su cuarto concierto coreano Pink Space en Seúl el 12 y 13 de enero. El concierto, que se anunció en diciembre, había vendido todas las entradas sólo tres minutos después de su anuncio. Para celebrar su séptimo aniversario, Apink lanzó el sencillo "Miracle" y un álbum de fotos el 19 de abril, seguido de una reunión de admiradores celebrada el 21 de abril.
El 2 de julio, Apink lanzó su séptimo miniálbum One & Six . La canción principal, "I'm So Sick" ( 1 도 없어 ), se utilizó para promocionar el álbum junto con la canción secundaria "Alright". Una vez más, Apink trabajó con el colaborador común Black Eyed Pilseung para la canción principal, que previamente había producido "Only One". Con este regreso, Apink hizo un cambio de concepto, con una imagen más audaz y un sonido más sofisticado. "I'm So Sick" encabezó varias listas de música en Corea del Sur después de su lanzamiento. El álbum en sí encabezó la lista de Gaon y llevó a Apink a alcanzar su posición más alta en la lista de álbumes mundiales de Billboard en el número 11. El éxito de la canción y el álbum llevó a Apink a hacer su debut en Billboard. Billboard ha elegido la canción principal como una de las 20 mejores canciones de K-Pop de 2018, señalando que "se sintió un poco meta, ya que el grupo de chicas de seis miembros cambió su imagen de inocente por algo mucho más maduro"...
En agosto, Apink se embarcó en otra gira por Asia, visitando Hong Kong, Kuala Lumpur, Yakarta, Singapur, Tokio y Taipéi. El 1 de diciembre, Apink recibió el premio Top 10 Artists en los MelOn Music Awards por su canción "I'm So Sick".

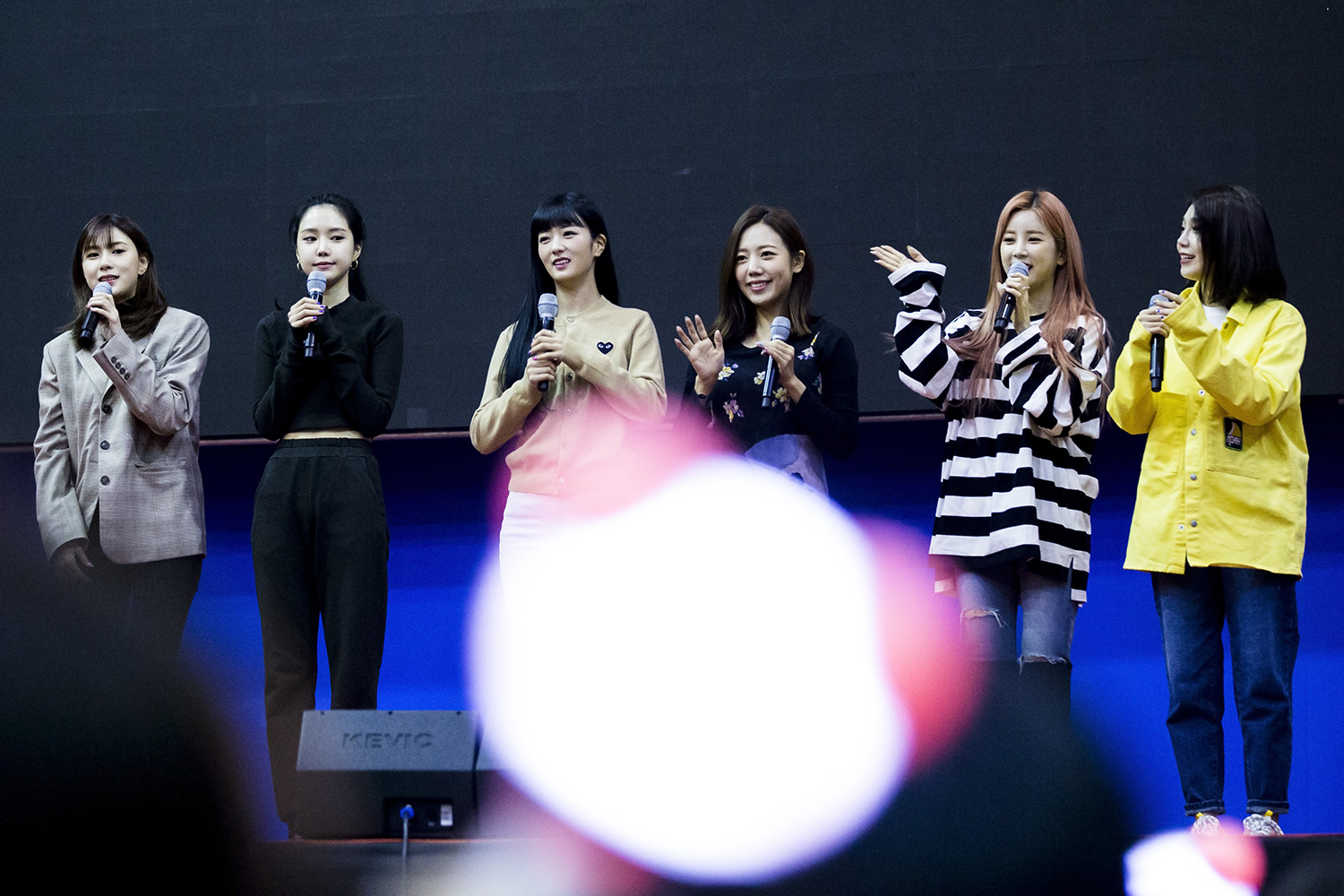
Apink en enero de 2019

Apink celebró su quinto concierto  Pink Collection: Red and White en Seúl el 12 y 13 de enero. El concierto, que se anunció en diciembre, agotó todas las entradas tres minutos después de su anuncio. Esto fue seguido por el concierto Apink Japan Live Pink Collection en Tokio, celebrado los días 3 y 4 de febrero.
El 7 de enero, Apink lanzó su octavo miniálbum Percent , junto con el sencillo "%% (Eung Eung)", compuesto por el Black Eyed Pilseung y Jeon Goon. El sencillo, que continuó con la nueva imagen tomada por el grupo desde "I'm So Sick", encabezó varias listas de música en Corea del Sur después de su lanzamiento y alcanzó el puesto número 17 en la lista digital de Gaon, mientras el álbum alcanzó N.º 3 en la lista coreana y N.º 14 en la lista Billboard World Albums. Para promocionar el nuevo álbum, Apink realizó "%% (Eung Eung)" en varios programas de música, junto con la canción del lado secundaria "Hug Me", durante un período de dos semanas a partir del 9 de enero. Eung Eung fue colocada por Billboard como el mejor lanzamiento de girlgroup en el 2019 y #2 ranking general
Para celebrar su octavo aniversario, Apink lanzó el sencillo digital "Everybody Ready?" dedicado a los fanáticos el 19 de abril.
El 13 de marzo de 2020, Play M Entertainment anunció que Apink volvería a principios de abril. El 13 de abril, Apink lanzó su noveno miniálbum Look , así como el sencillo "Dumhdurum". "Dumhdurum" fue compuesta y escrita por Black Eyed Pilseung y Jeon Goon, quienes trabajaron en sus canciones anteriores "I'm So Sick" y "%% (Eung Eung)". Tras su lanzamiento, la canción encabezó cuatro listas principales en tiempo real en Corea del Sur y se convirtió en su primera canción en alcanzar el número uno en Melon desde "Remember". Para promocionar el nuevo álbum, Apink realizó presentaciones en vivió en varios programas de música, junto con las pistas secundarias "Be Myself", "Love is Blind" y "Moment" durante un período de dos semanas a partir del 17 de abril.
El 19 de abril de 2021, la agencia informó que todas habían firmado contrato, menos Naeun, y se confirmó que dejaría la compañía, pero seguiría siendo parte del grupo de Apink. Naeun firmó un contrato con la agencia YG Entertainment como actriz.
2022-presente: Regreso con su Segundo Álbum Especial "HORN"
El 22 de diciembre de 2021, un representante de IST Entertainment confirmó: “Apink realizará un comeback en febrero el próximo año. Sin embargo, su fecha exacta de comeback y detalles del álbum no han sido decididos todavía, así que anunciaremos esto posteriormente”.
El 17 de enero, IST Entertainment anunció que Son Naeun aparecería en las fotos de la portada del álbum y en el video musical, pero que no participaría en las promociones del álbum.
Su declaración completa dice:
"Hola, este IST Entertainment.
Esta es nuestra declaración sobre el álbum de febrero de Apink, que se anunció en artículos anteriores y en su reunión de aficionados.
La agencia hizo todo lo posible para ajustar los horarios y mantener la comunicación abierta para que el álbum especial de Apink, que es para su significativo décimo aniversario de debut, tuviera a las seis miembros para las promociones.
Sin embargo, debido a conflictos de programación repentinos, todas las promociones de Apink, excepto las fotos de la portada del álbum y la filmación del video musical, se llevarán a cabo con cinco miembros (Chorong, Bomi, Jung Eun Ji, Namjoo y Hayoung).
Les pedimos a los aficionados, que han esperado mucho tiempo el regreso de Apink, que comprendan esta declaración.
Gracias."
El 21 de enero, se revelaron seis teasers individuales para cada una de las integrantes, insinuando el concepto dramático y decadente de su álbum especial. Los teasers también confirmaron que su segundo álbum especial se titularía "Horn" y se lanzaría el 14 de febrero a las 6PM KST.

## Miembros
| Chorong       | 초롱  | Park Cho Rong  | 박초롱 | 3 de febrero de 1991 (34 años)     | Cheongju, Chungcheong del Norte, Corea del Sur |
| Bomi          | 보미  | Yoon Bo Mi     | 윤보미 | 13 de agosto de 1993 (31 años)     | Suwon, Provincia de Gyeonggi, Corea del Sur    |
| Eunji         | 은지  | Jung Eun Ji    | 정은지 | 18 de agosto de 1993 (31 años)     | Haeundae-gu, Busan, Corea del Sur              |
| Namjoo        | 남주  | Kim Nam Joo    | 김남주 | 15 de abril de 1995 (29 años)      | Seocho-gu, Seúl, Corea del Sur                 |
| Hayoung       | 하영  | Oh Ha Young    | 오하영 | 19 de julio de 1996 (28 años)      | Gangnam-gu, Seúl, Corea del Sur                |
| Exintegrantes |       |                |        |                                    |                                                |
| Naeun         | 나은} | Son Nae Eun    | 손나은 | 10 de febrero de 1994 (31 años)    | Gangnam-gu, Seúl, Corea del Sur                |
| Yookyung      | 유경  | Hong Yoo Kyung | 홍유경 | 22 de septiembre de 1994 (30 años) | Dongjak-gu, Seúl, Corea del Sur                |

Línea de tiempo

## Discografía
| Álbumes de estudio - 2012: Une Année - 2015: Pink Memory - 2016: Pink Revolution | Álbumes de estudio - 2015: Pink Season - 2016: Pink Doll - 2017: Pink Stories |

## Filmografía
A Pink comenzó con un programa documental titulado Apink News, que tuvo tres temporadas y fue transmitido por el canal de cable TrendE. Aparecieron en otro programa de telerrelidad, Birth of a Family, desde 2011 a 2012. En 2014, A Pink fue el sucesor de Beast en un programa de MBC Every 1, Showtime, que se llamó Apink's Showtime. También han aparecido en programas de variedades surcoreanas como Running Man, Real Men, 2 Days & 1 Night y Weekly Idol.

## Giras
| Giras japonesas |
| --- |
| - 2015: Apink 1st Live Tour – Pink Season - 2016: Apink 2nd Live Tour – Pink Summer - 2017: Apink 3rd Live Tour – 3 Years |

| Giras coreanas |
| --- |
| - 2015: Apink 1st Concert – Pink Paradise - 2015: Apink 2nd Concert – Pink Island - 2016: Apink 3rd Concert – Pink Party: The secret invitation - 2018: Apink 4rd Concert - Pink Space - 2019: Apink 5rd Concert - Pink Collection: Red & White - 2020: Apink 6rd Concert - Welcome to Pink World |

| Giras asiáticas |
| --- |
| - 2013: Apink Secret Garden in Singapore – Vizit Korea - 2015: Pink Paradise Asia Tour - 2016: Apink Pink Memory Day In Singapore Mini Concert & Fan Meeting - 2016─17: Pink Aurora Asia Tour - 2017: Pink Up Asia Tour - 2018: Apink Asia Tour |

| Giras americanas                              |
| --------------------------------------------- |
| - 2016: Pink Memory: Apink North America Tour |

## Premios y nominaciones
El grupo ha ganado premios en espectáculos como los 26th Golden Disc Awards, los 21st Seoul Music Awards y los 13th Mnet Asian Music Awards. Su primera victoria en un programa musical fue en M Countdown el 5 de enero de 2012, por "My My" de su segundo EP Snow Pink.